# Bulgur

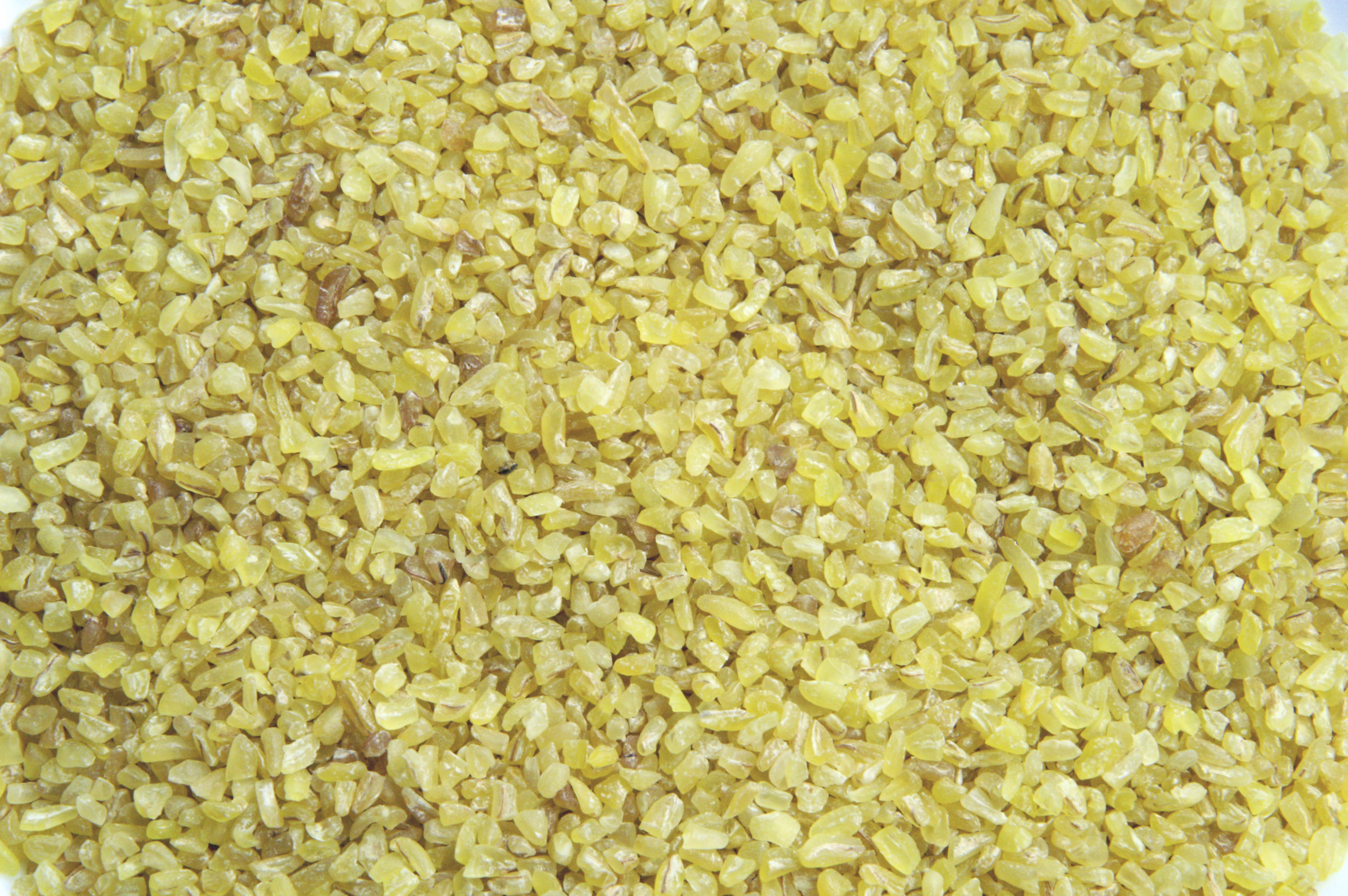
Bulgur

Bulgur je označení pro předvařenou nalámanou celozrnnou pšenici, která se používá jako součást pokrmů.

## Výroba
Vyrábí se tak, že se pšenice vypere, usuší, podrtí na menší kousky a síty roztřídí podle velikosti zlomků na různě hrubé frakce. Bulgur se prodává již předvařený (na rozdíl od jednoduše drcené pšenice označované jako šrot), a to usnadňuje jeho další využití v kuchyni. Mnohdy ho stačí jen nechat nabobtnat ve vodě a smíchat s dalšími přísadami bez následného tepelného zpracování.

## Využití
Nejznámější uplatnění bulguru je v libanonském salátu tabouleh, ale dá se využít také v řadě zeleninových nebo masitých jídel (pilaf, falafel, kibbeh).
V české kuchyni se bulgur používá do nádivek, karbanátků, polévek nebo jako příloha k masům.

## Nutriční hodnoty
Bulgur je lehce stravitelný a má příznivé nutriční složení, protože obsahuje vlákninu, vitamíny a minerály. Například ve srovnání s bílou rýží má bulgur více vlákniny a proteinů, nižší glykemický index (48) a vyšší obsah většiny vitamínů a minerálů. Protože se bulgur vyrábí z pšenice, obsahuje lepek a jako takový není potravinou vhodnou pro lidi s celiakií a poruchami příjmu lepku..

### Tabulka nutričních hodnot sušeného bulguru
| Nutriční hodnoty / 100 g | Obsah           | % doporučené denní spotřeby |
| ------------------------ | --------------- | --------------------------- |
| Energie                  | kcal (1,430 kJ) |                             |
| Sacharidy                | 75,87 g         |                             |
| Cukry                    | 0,41 g          |                             |
| Vláknina                 | 18,3 g          |                             |
| Tuky                     | 1,33 g          |                             |
| Bílkoviny                | 12,29 g         |                             |
| Vitamíny                 |                 |                             |
| Vitamín A ekviv.         | 0,0 μg          | 0 %                         |
| Vitamín A                | 9 MJ            |                             |
| Thiamin (B1)             | 0,232 mg        | 20 %                        |
| Riboflavin (B2)          | 0,115 mg        | 10 %                        |
| Niacin (B3)              | 5,114 mg        | 34 %                        |
| Vitamín B6               | 0,342 mg        | 26 %                        |
| Kyselina listová (B9)    | 27 μg           | 7%                          |
| Vitamín C                | 0,0 mg          | 0 %                         |
| Vitamín E                | 0.06 mg         | 0 %                         |
| Minerály                 |                 |                             |
| Vápník                   | 35 mg           | 4 %                         |
| Železo                   | 2,46 mg         | 19 %                        |
| Hořčík                   | 164 mg          | 46 %                        |
| Fosfor                   | 300 mg          | 43 %                        |
| Draslík                  | 410 mg          | 9 %                         |
| Sodík                    | 17 mg           | 1 %                         |
| Zinek                    | 1,93 mg         | 20%                         |